# Roger François
Roger François   (Rumans d'Isèra, 7 d'octubre de 1900 - 17è districte de París, 15 de febrer de 1949) fou un aixecador francès que va competir durant la dècada de 1920 i 1930.
El 1924 va prendre part en els Jocs Olímpics de París, on fou sisè en la prova del pes mitjà, per a aixecadors amb un pes inferior a 75 kg, del programa d'halterofília. Quatre anys més tard, als Jocs d'Amsterdam, guanyà la medalla d'or en la prova del pes mitjà del programa d'halterofília. La darrera participació en uns Jocs fou el 1932, a Los Angeles, quan fou quart en la prova del pes mitjà del programa d'halterofília.
En el seu palmarès també destaca el Campionat del Món de 1922 i set rècords del món.